# アメリカ合衆国国勢調査
アメリカ合衆国国勢調査（アメリカがっしゅうこくこくせいちょうさ、United States Census）は、アメリカ合衆国憲法第1条第2項に基づき、アメリカ合衆国国勢調査局が西暦の末尾が0のつく年の4月1日に基準として実施している国勢調査である。

## 概要
最初の国勢調査は1790年に行われた。調査の周期は10年。
この国勢調査の人口データに基づき、アメリカ合衆国国勢調査局が下院議会の議員定数を各州に割り当てる。下院議会の議員総数は固定されているため、この割り当てによって各州の議席数は増減する。また、アメリカ大統領選挙の州別における選挙人が大きく影響するといわれる。
調査の流れを2000年の調査でみていくと、同年4月1日に調査実施、結果の公表は同年12月に州総計、2003年までに各種の結果を公表している。